# Slovenská archeológia
A Slovenská archeológia a nyitrai Szlovák Tudományos Akadémia Régészeti Intézete által kiadott, annak 1953-as megalakulása óta Szlovákia legfontosabb régészeti témájú folyóirata. Fő területén kívül időről időre a rokon tudományágak cikkeinek is helyet ad. 1956 óta, egy Jan Eisner tiszteletére megjelent összevont számot kivéve, évente kétszer jelenik meg. A régészeti cikkeken kívül személyi, konferencia és más híreket, valamint könyvrecenziókat is közread. Korábban Pozsonyban jelentették meg.

## Főszerkesztői
- Anton Točík
- Bohuslav Chropovský
- Titus Kolník
- Gabriel Fusek